# The Patriot (wrestler)
Del Wilkes (Columbia, 21 dicembre 1961 – Newberry, 30 giugno 2021) è stato un wrestler statunitense, meglio conosciuto con il ring name The Patriot. Famoso per aver lottato nella Global Wrestling Federation, nella All Japan Pro Wrestling e nella World Championship Wrestling, raggiunse il massimo successo nel 1997 alla World Wrestling Federation.

## Carriera nel wrestling

### American Wrestling Association (1988–1991)
Del Wilkes, giocatore di football americano al college nel periodo 1980–84 nella Carolina del Sud, cominciò la propria carriera da wrestler nella American Wrestling Association nel 1988, dapprima lottando con il suo vero nome e poi adottando il ring name "The Trooper". In linea con la sua gimmick di poliziotto della stradale, dopo aver sconfitto gli avversari, li multava. L'11 agosto 1990 The Trooper vinse l'AWA World Tag Team Championship insieme a D.J. Peterson, nell'ultima trasmissione televisiva della AWA. Peterson & Trooper sarebbero stati gli ultimi campioni AWA World Tag Team. Nel gennaio 1991, Pro Wrestling Illustrated non riconobbe più lo status "mondiale" di tutti i titoli AWA ma continuò a riconoscere Trooper & Peterson quali "AWA Tag Team Champions" fino alla chiusura definitiva della federazione quello stesso anno.
Insieme a Paul Diamond, Wilkes lottò anche all'evento AWA Superclash 4, in un cage match, dove i due sconfissero i Destruction Crew (Wayne Bloom & Mike Enos).

### Global Wrestling Federation (1991–1992)
Wilkes si trasferì nella Global Wrestling Federation in qualità di beniamino del pubblico e divenne "The Patriot", un wrestler mascherato super patriottico. Con questa gimmick si laureò primo campione GWF Television Championship in un torneo svoltosi nel 1991. Poco tempo dopo, The Patriot ebbe un feud con Al Perez per il titolo GWF North American Heavyweight Championship, che egli vinse il 10 agosto, ma la vittoria fu contestata. Rivinse la cintura due settimane dopo nel rematch con Perez.
Nel settembre 1991, un wrestler di nome Dark Patriot debuttò nella GWF. Per vari mesi, fu la nemesi di The Patriot, proclamando di essere il suo "lato oscuro". Il 31 gennaio 1992, Dark Patriot affrontò The Patriot in un match titolato. The Patriot perse la cintura e lasciò la GWF.

### World Wrestling Federation (1991–1992)
Lottando come The Trooper, Wilkes ebbe un primo stint nella WWF debuttando nel corso di una puntata di WWF Superstars registrata a Rockford, Illinois, il 6 maggio 1991, dove sconfisse WT Jones. Il giorno seguente a Wrestling Challenge sconfisse Tom Stone. Tornò il 12 novembre, questa volta come The Patriot, combattendo un dark match a Wrestling Challenge dove sconfisse Brooklyn Brawler. Lottò in altri cinque match di scarsa importanza nel marzo 1992, scontrandosi con Rick Martel, Kato (Paul Diamond) e Repo Man.

### All Japan Pro Wrestling (1992–1994)
Nel 1992, mentre militava nella GWF, Wilkes andò a lottare nella All Japan Pro Wrestling. Ebbe successo in coppia con Jackie Fulton che lottava con il ring name "The Eagle", ben adattandosi alla gimmick di Wilkes come The Patriot. Il 2 giugno 1993, The Patriot & The Eagle sconfissero Kenta Kobashi & Tsuyoshi Kikuchi vincendo l'All Asia Tag Team Championship. I due detennero le cinture per tre mesi, fino al 9 settembre 1993 quando persero contro Doug Furnas & Dan Kroffat. Alla fine del 1993, The Patriot & The Eagle entrarono nella World's Strongest Tag Determination League dove arrivarono settimi totalizzando 4 Punti.

### World Championship Wrestling (1994–1995)
Nel 1994, Wilkes firmò un contratto con la World Championship Wrestling dove formò un tag team con Marcus Alexander Bagwell denominato "Stars 'N' Stripes". I due ebbero una rivalità con Paul Orndorff e Paul Roma per il titolo WCW World Tag Team Championship. Le due coppie si scontrarono per diversi mesi. Una settimana dopo aver perso le cinture a Fall Brawl 1994, gli Stars 'N' Stripes sconfissero i Pretty Wonderful il 25 settembre 1994 a WCW Saturday Night. Gli Stars 'N' Stripes detennero i titoli per un mese prima di perderli contro Wonderful & Roma al ppv Halloween Havoc 1994. Il 16 novembre 1994 a Clash of the Champions XXIX, riconquistarono le cinture in un match dove era in palio la maschera che celava l'identità di The Patriot. Tre settimane dopo, l'8 dicembre, gli Stars 'N' Stripes persero le cinture contro gli Harlem Heat (il match andò in onda in differita il 14 gennaio 1995 a WCW Saturday Night). Wilkes continuò a lottare nella WCW per svariati mesi per poi lasciare la federazione nel maggio 1995.

### Ritorno in WWF (1997–1998)
The Patriot ebbe una faida con Bret Hart e la sua Hart Foundation, addirittura ottenendo un match, perso, per il WWF Championship in possesso di "The Hitman". Il suo stint fu breve e non molto significativo, escluso il match per il titolo. La faida scattò per il fatto che Hart, al tempo heel, aveva ripudiato ogni suo fan americano, dicendo che gli Stati Uniti erano una nazione che per lui non contava nulla, al contrario del Canada e del resto del mondo. Del, appunto sotto la gimmick del patriota statunitense, fece valere il suo spirito americano e iniziò uno scontro con Hart, che si concluse proprio a Ground Zero: In Your House nel match per il titolo. All'inizio del 1998 fu rilasciato dalla federazione; poco tempo dopo si ritirò dal wrestling a causa di un infortunio ai tricipiti.

## Vita privata
Dopo il ritiro dal ring, Wilkes ammise di aver fatto uso in carriera di steroidi anabolizzanti e cocaina, fin dai tempi del college. Nel 2002 trascorse nove mesi in carcere per aver falsificato una prescrizione medica a causa della sua dipendenza dagli antidolorifici. Dopo essersi disintossicato, ha intrapreso la professione di venditore d'auto a Columbia (Carolina del Sud).
Il 25 luglio 2007, nel corso di un'intervista con il reporter della WACH Justin Kier, Wilkes discusse della sua carriera e dell'abuso di steroidi, ricollegandosi alla recente tragica fine di Chris Benoit. Wilkes concluse l'intervista dicendo che il 50% dei wrestler con i quali aveva lavorato in carriera, ora sono morti.
Nel 2015 è stato distribuito in DVD il documentario Behind The Mask a lui dedicato.

## Morte
Wilkes è morto a causa di un infarto il 30 giugno 2021, all'età di 59 anni.

## Personaggio
Mossa finale
- Patriot Missile (Diving dropkick)
- Uncle Slam (Full nelson slam)

## Titoli e riconoscimenti
All Japan Pro Wrestling
- AJPW All Asia Tag Team Championship (1) – con The Eagle

American Wrestling Association
- AWA World Tag Team Championship (1) – con DJ Peterson

Global Wrestling Federation
- GWF North American Heavyweight Championship (2)
- GWF Television Championship (1)

Pro Wrestling Illustrated
- 55º tra i 500 migliori wrestler singoli nella PWI 500 (1991)
- 208º tra i 500 migliori wrestler singoli nella "PWI Years" (2003)
- Most Inspirational Wrestler of the Year (1991)

World Championship Wrestling
- WCW World Tag Team Championship (2) – con Marcus Alexander Bagwell